# Cantó de Peiròla de Provença
El cantó de Peiròla de Provença és un cantó francès del departament de les Boques del Roine, situat al districte d'Ais de Provença. Té 5 municipis i el cap és Peiròla de Provença.

## Municipis
- Jocas
- Mairarga
- Peiròla de Provença
- Lo Pueg de Santa Reparada
- Sant Pau de Durènça

| Data d'elecció                           | Identitat             | Partit           | Qualitat |
| ---------------------------------------- | --------------------- | ---------------- | -------- |
| 1955-1998                                | Louis Philibert       | SFIO, després PS |          |
| 1998-                                    | Alexandre Medvedowsky | PS               |          |
| les dades anteriors no són pas conegudes |                       |                  |          |